# Kamienica Władysława Budyna w Gdyni
Kamienica Władysława Budyna – kamienica, mieszcząca się przy ul. Świętojańskiej 9 w Śródmieściu Gdyni, róg Pułaskiego (przed II wojną Świętopełka).
Została zbudowana w 1930 przez urzędnika PKP z Przemyśla, Władysława Budyna. Do 1936 mieściła np. Izbę Przemysłowo-Handlową, w 1938 m.in. Radę Interesantów Portu, Zrzeszenie Przedsiębiorstw Transportowych, Polski Związek Maklerów Okrętowych oraz Związek Przedstawicieli Koncernów Węglowych, również Konsulat Danii (1931-1939). Po II wojnie światowej siedziba miejscowej placówki (OZI nr 8) informacji wojskowej (1948-1955), dla której m.in. pomieszczono w piwnicy 12 cel, następnie Komitet Miejski PZPR w Gdyni.